# Palau Venier dei Leoni
El Palau Venier dei Leoni és un palau de Venècia, situat al barri de Dorsoduro i amb vistes al Gran Canal, no gaire lluny de la basílica de Santa Maria della Salute .

## Història

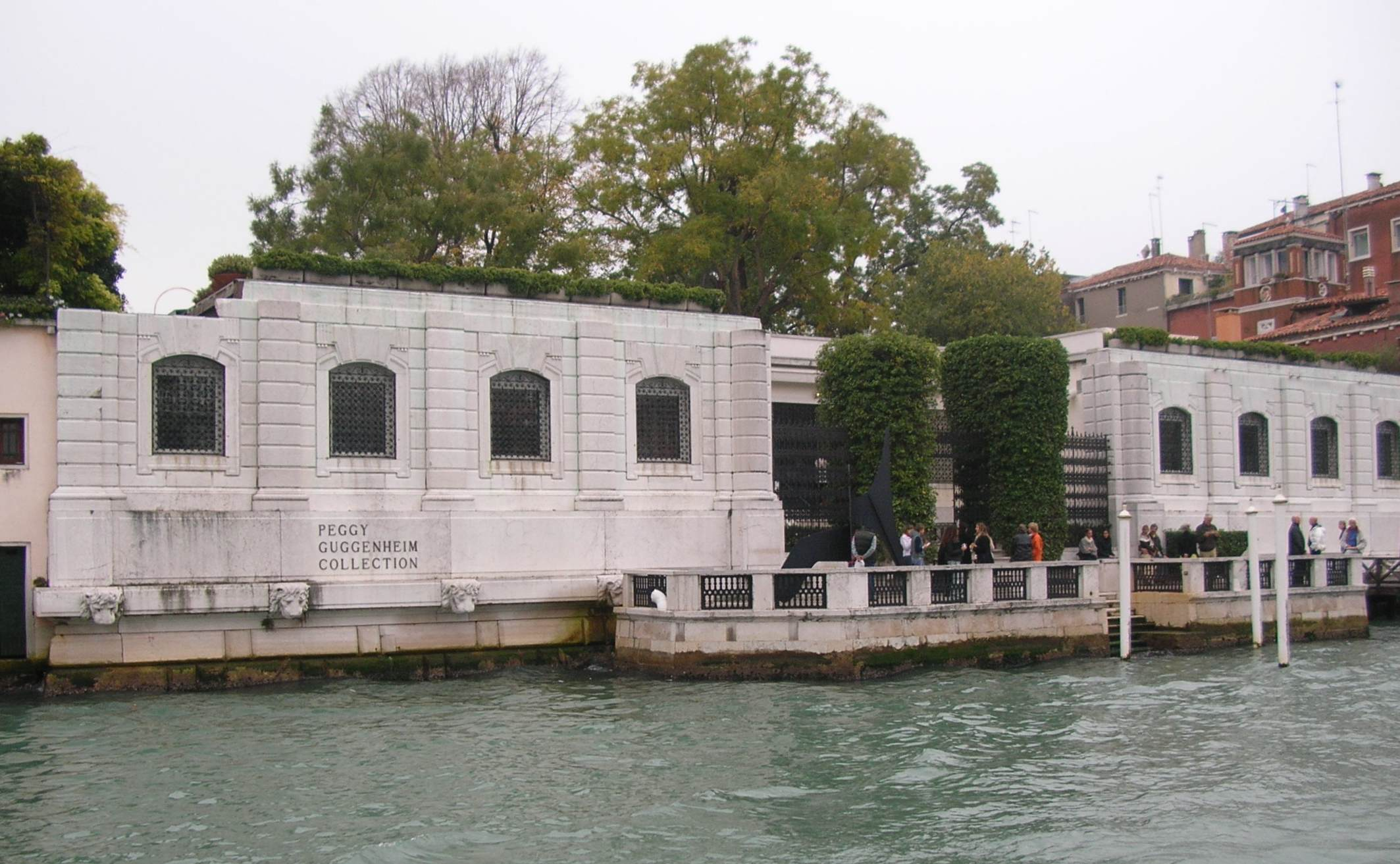
Palau Venier dei Leoni

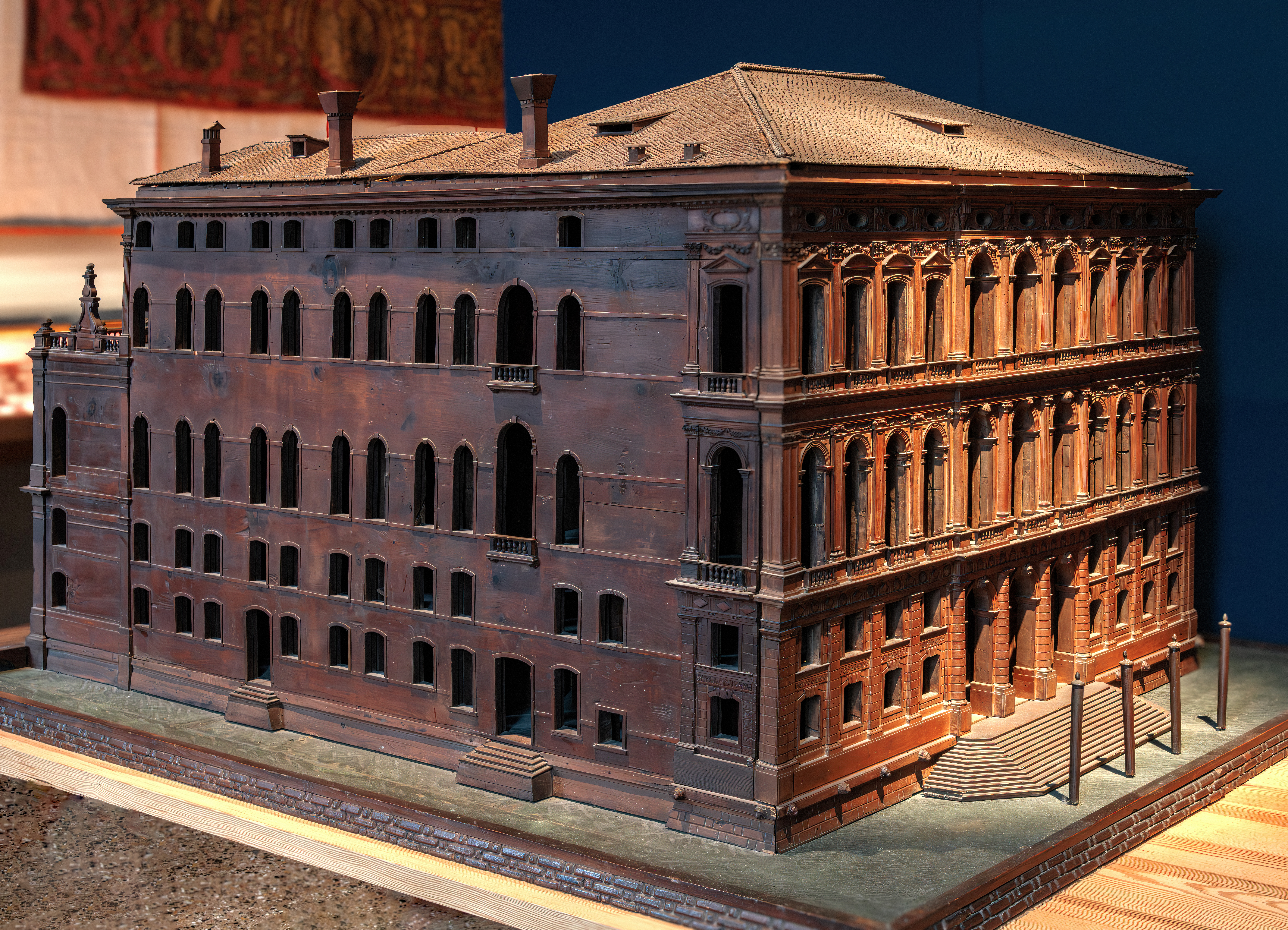
Gran maqueta de fusta per al Palau Venier dei Leoni - Museu Correr

El palau va ser dissenyat a mitjans del segle XVIII per l'arquitecte Lorenzo Boschetti (autor de la façana de Sant Bernabé ) per a la família Venier. El projecte original preveia un edifici que resumís les diferents lliçons de Palladio i Longhena, els dos arquitectes que més havien deixat empremta a la ciutat, amb les seves grans façanes, respectivament renaixentistes i barroques. No obstant això, l'ambiciós projecte va quedar visiblement incomplet: de fet, els problemes econòmics de la família Venier van fer que només es construís una part de la planta baixa del palau.
Al Museu Correr es pot veure una maqueta de fusta del que hauria d'haver estat el palau en la seva totalitat. Segons la tradició, hi ha dues hipòtesis diferents sobre l'incompliment de la construcció del palau: una és que la veïna Corner della Ca' Granda, una poderosa família propietària del palau del mateix nom, tement l'enfosquiment del panorama que gaudien des de casa seva, es va assegurar que l'edifici no es construís; segons l'altra tradició, els hereus de la família Venier, tenint l'obligació testamentària del seu pare difunt d'edificar el nou palau, però no posseint les riqueses necessàries per completar-lo, van resoldre el problema mitjançant el compromís d'iniciar la construcció, segons el testament, però no per completar-lo (la qual cosa no s'especifica als papers)  .
A les primeres dècades del segle XX va pertànyer a Luisa Casati, que aviat es va veure obligada a vendre-la.
El 1948 Peggy Guggenheim va comprar el palau, que, a més d'esdevenir la seva casa veneciana, va deixar espai, a partir de 1949, per a una petita però preciosa col·lecció d'art contemporani, la Col·lecció Peggy Guggenheim.
La derivació del nom de l'edifici no és segura, però és probable que es degui a la presència d'elements escultòrics representatius de lleons, presents al llarg de la base de la façana . Per donar suport a una hipòtesi diferent, hi ha una llegenda, segons la qual els Venier guardaven un lleó al jardí.

## Descripció
L'estructura d'una sola planta, també inacabada, apareix al Gran Canal amb una façana rústica en pedra d'Ístria, amb un cicle de vuit finestres de llanceta de mida mitjana, sota les quals, en contacte amb l'aigua, hi ha màscares amb caps de lleó, un element peculiar. En el centre, l'entrada al canal consisteix en un retorn precedit d'un portell, que s'obre a una gran terrassa des de la qual es pot gaudir de la vista del Gran Canal des del pont de l'Acadèmia fins a la conca de San Marco. A l'interior, l'edifici acull la col·lecció Guggenheim, amb pintures d'artistes com Picasso, Kandinsky, Magritte, Pollock, però també el mobiliari original del dormitori de Peggy Guggenheim. A la part posterior, l'edifici té accés al jardí per una entrada simètrica a la del canal.